# Кудряшов, Олег Львович
Оле́г Льво́вич Кудряшо́в (род. 29 марта 1938, Калинин, СССР) — советский и российский театральный режиссёр, профессор режиссёрского факультета в РАТИ / ГИТИС, художественный  руководитель курса; лауреат премии Станиславского, Заслуженный деятель искусств РФ (1999).

## Биография
Окончил историко-филологический факультет Калининского государственного университета в 1960 году, руководил любительской театральной студией в Калинине с 1958 по 1962 год.
Окончил ГИТИС, режиссёрский факультет в 1967 году, ученик М. О. Кнебель.
В то время, когда учился в ГИТИСе преподавал актёрское мастерство в театральной студии при цыганском театре «Ромэн» и Театре Юного Зрителя .
Работал на радио, на телевидении, в театре Советской Армии.
В 70-е годы вновь вернулся в Москву. В РАТИ работает уже более 20 лет.
С 1970 года — педагог и руководитель курса режиссёрского факультета ГИТИСа.
Преподавал в Гнесинском институте на факультете музыкального театра (1974—1985), со студентами которого выпустил 10 спектаклей.
С 1979 руководитель творческой лаборатории любительских театров.
С 1986 член Международной ассоциации любительских театров.
В 1986 году вместе с Юлием Кимом и Владимиром Дашкевичем основал и возглавил — музыкальный театр «Третье направление» при Союзе композиторов РФ.
На курсе ГИТИСа поставил спектакль «Клоп» в 1988 году. Потом этот спектакль шёл в московском театре Советской Армии, а позже в Европе (Италия, Франция, Греция, Германия, Испания, Швейцария).
Проводит школы и семинары по системе Станиславского и актёрскому мастерству за границей с 1988 года.

## Творчество

### Работа в театре
- «Кабаре»
- «Моя прекрасная леди»
- «Клоп» (В. Дашкевич, Ю. Ким, по мотивам пьесы В. Маяковского)

#### Дипломные спектакли
- «Блажен, кто верует…» (по «Евгению Онегину» А. С. Пушкина)
- «Кошки» (спектакль-композиция по мюзиклу Cats Э. Л. Уэббера)
- «Женитьба» (Н. В. Гоголя, совместно с Н. А. Зверевой)
- «Колесо фортуны» (по «Carmina Burana» К. Орффа, совместно с Е. Гранитовой) и др.

#### Музыкальный театр «Третье направление»
- «Не покидай меня, весна» (Ю. Ким)
- «Когда я вернусь» (А. Галич)
- «Московские кухни» (Ю. Ким)
- «Завтрак с видом на Эльбрус» (Ю. Визбор)
- «Здесь вам не Париж, не Вена» (С. Никитин, Д. Сухарев по мотивам водевилей А. П. Чехова)

#### Спектакли в театре «Vivant» (Франция,Ренн)
- «Полин, Полин…» (совместно с театром Наций в Москве)
- «7 смертных грехов» (К. Вайль, Б. Брехт)
- «Иностранка» (Н. Коляда)
- «Парикмахер» (В. Славкин)
- «Et la vie, comment elle va?» (по А. П. Чехову).

#### Театр музыки и поэзии
2000 год — «7 тетрадей учителя русской словесности Юлия Кима, им заполненных собственноручно…» — главная роль с Еленой Камбуровой
17 ноября 2005 г. «Антигона» — оригинальная постановка режиссёра Олега Кудряшова, основанная на трагедии Софокла.

## Награды и звания
- Орден Дружбы (6 декабря 2019 года) — за большой вклад в развитие отечественной культуры и искусства, многолетнюю плодотворную деятельность[2]
- Медаль ордена «За заслуги перед Отечеством» II степени (22 июня 2009 года) — за заслуги в развитии отечественной культуры и искусства, многолетнюю плодотворную деятельность[3]
- Заслуженный деятель искусств Российской Федерации (4 марта 1999 года) — за заслуги в области искусства[4]
- Почётная грамота Президента Российской Федерации (27 февраля 2019 года) — за заслуги в развитии культуры и искусства, многолетнюю плодотворную деятельность[5]